# Blepephaeus nepalensis
Blepephaeus nepalensis là một loài bọ cánh cứng trong họ Cerambycidae.